# Ectochela flavilunata
Ectochela flavilunata är en fjärilsart som beskrevs av M.Gaede 1915. Ectochela flavilunata ingår i släktet Ectochela och familjen nattflyn. Inga underarter finns listade i Catalogue of Life.